# Волчанка (Омская область)
Волчанка — деревня в Москаленском районе Омской области. В составе Москаленского городского поселения.

## История
Основана в начале XX века. Не имеет отношения к первому Волчьему редуту 1752 года постройки, расположенного по другую сторону Камышловского лога.
В 1928 г. посёлок Волчье состоял из 267 хозяйств, основное население — русские. Центр Волчьевского Москаленского района Омского округа Сибирского края.

## Население
| 1926 | 2010 | 2011 | 2012 | 2013 | 2014 | 2015 |
| ---- | ---- | ---- | ---- | ---- | ---- | ---- |
| 1202 | ↘406 | ↘405 | ↘399 | ↘392 | ↗395 | ↗403 |
| 2016 | 2017 | 2018 | 2019 | 2020 | 2021 | 2023 |
| ↘401 | ↗409 | →409 | ↘395 | ↘386 | ↗423 | ↘411 |